# Moonlight Lady
Moonlight Lady (яп. 顔のない月 Као но най цуки, «Безликая луна») — аниме в формате OVA, снятое в 2001 году по мотивам одноимённой японской эротической игры. Игра была создана компанией Root, анимация — IMAGIN. В США OVA лицензирована компанией Media Blasters.

## Сюжет
Посетители загородного храма постоянно подвергаются некоему гипнотическому воздействию, заставляющему их совокупляться друг с другом. Одними из первых странные чары испытывает на себе молодая пара Судзуны и Хаямы. Вскоре выясняется, что за этим стоит загадочная женщина, использующая цветы камелии как афродизиак.

## Список персонажей
Судзуна Кураки (яп. 倉木 鈴菜 Кураки Судзуна) — ученица старшей школы Судзуна Кураки. Она милая, добрая, деликатная и очень красивая молодая девушка, которая готовится к обряду Созерцания Луны, чтобы стать жрицей семейного храма. Судзуну очень уважают в её доме и воспринимают не как девушку, а как уже вполне сформированную взрослую женщину. Она должна выйти замуж за Коити Хаяму. Кроме того, она является дочерью Юрико, а также сестрой-близнецом Мидзуны.
Сэйю: Санаэ Кобаяси (серии 1-4), Хироко Тагути (серия 5)
Коити Хаяма (яп. 羽山 浩一 Хаяма Коити) — жених Судзуны Кураки. Он был выбран советом старейшин и прибыл в особняк непосредственно перед началом обряда Созерцания Луны, поскольку должен принимать в нём участие вместе с Судзуной. Коити — очень аккуратный и спокойный студент, он старается сблизиться с Судзуной, однако та впадает в ярость, стоит ему лишь дотронуться до девушки. Прошлое парня покрыто загадкой, ничего не известно ни о его детстве, ни о родителях, кроме того, он быстро забывает лица всех девушек, которые ему встречаются.
Сэйю: Акира Исида

### Второстепенные персонажи
Томоми Харукава (яп. 春川 知美 Харукава Томоми) — миловидная служанка и подруга детства Судзуны Кураки. Из-за её большого размера груди очень нравится многим парням, в особенности — двоюродному брату Судзуны Ио. Она тиха, молчалива и спокойна, порой двигается слишком медленно, но всегда готова помочь и исполняет все желания точь-в-точь, как того хочет хозяин. Явно проявляет свою бисексуальность (по крайней мере, сильнее всех жителей особняка). Томоми — внучка Иппэя и внучатая племянница Гохэя Харукавы.
Сэйю: Кёми Асаи
Саяка Курихара (яп. 栗原 沙也加 Курихара Саяка) — вторая служанка в доме и полная противоположность Томоми: активная, игривая, порой ведет себя немного по-детски. Стесняется своего маленького размера груди и искренне восхищается бюстом Судзуны. Много суетится, зачастую путает просьбы хозяев. На самом деле Саяку зовут Рури Ямато, и она — молодая и талантливая актриса, нанятая Гохэем после того, как потерялась в лесу.
Сэйю: Наоко Такано
Ио Адзума (яп. 東 衣緒 Адзума Ио) — двоюродный брат Судзуны и хороший друг Томоми, тайно в неё влюблён. Милый, добрый и жизнерадостный юноша, который всегда носит белую рубашку на пару размеров больше, чем нужно. Заядлый отаку, почти всё своё свободное время проводит в библиотеке за прочтением очередного тома манги. В отличие от оригинальной игры, в аниме он не имеет сексуальных контактов с Коити.
Юрико Кураки (яп. 倉木 由利子 Кураки Юрико) — биологическая мать Судзуны и Мидзуны, вдова своего последнего мужа Дзэндзиро и глава семьи Кураки. Она очень таинственная и властная женщина, самая загадочная особа среди всех жителей дома. Она знает что-то о таинственной паранормальной силе, которую излучают цветы камелии, и, кроме того, хочет забрать силу Коити.
Сэйю: Мики Ито
Гохэй Харукава (яп. 春川 五平 Харукава Гохэй) — замкнутый и угрюмый, служит садовником в доме Кураки. Он — брат Иппэя и двоюродный дедушка Томоми. Несмотря на то, что он должен работать в саду, его ни разу не показывали за исполнением своих служебных обязанностей. У него нет никаких особенных способностей, однако он помогает Юрико в подготовке к церемонии Созерцания Луны.
Мидзуна Кураки (яп. 倉木 水菜 Кураки Мидзуна) — старшая дочь Юрико и монозиготная сестра-близнец Судзуны. Вначале именно она была избрана наследницей семьи Кураки, однако после рождения Судзуны была изгнана. Теперь живёт в храме и почти ни с кем не общается, фактически являясь его хранительницей.
Тикако Савагути (яп. 沢口 千賀子 Савагути Тикако) — профессор психологии. Приезжает в особняк для того, чтобы изучать местные паранормальные явления. Известно также, что Тикако раньше была учителем Коити и также обладает какой-то магической силой.
Иппэй Харукава (яп. 春川 一平 Харукава Иппей) — старший брат Гохэя, дедушка Томоми и семейный психотерапевт. Не влияет на сюжет.

## Аниме

### Музыка
- Закрывающая тема: «Cruel Moon» в исполнении Arca, 2001 год (серии 1-5)

### Список серий
| № серии | Заглавие                                                                        | Трансляция           |
| ------- | ------------------------------------------------------------------------------- | -------------------- |
| 01      | Ночь Первая: Камелия (The First Night: Camellia) «Tsubaki» (椿)                 | 28 декабря, 2001 год |
| 02      | Ночь Вторая: Подсолнух (The Second Night: Sunflower) «Himawari» (向日葵)        | 26 июля, 2002 год    |
| 03      | Ночь Третья: Пион (The Third Night: Peony) «Shakuyaku» (芍薬)                   | 27 декабря, 2002 год |
| 04      | Ночь Четвертая: Белая Лилия (The Fourth Night: White Lily) «Shirayuri» (白百合) | 6 июня, 2003 год     |
| 05      | Ночь Пятая: Амариллис (The Fifth Night: Amaryllis) «Higan Hana» (彼岸花)        | 23 июля, 2004 год    |